# نقد معماری
نقد معماری به معنای نقد کشیدن معماری است. نقدهای روز مره مربوط به نقدهای منتشر شده یا رسانه ای شدهٔ ساختمان هاست، چه آن‌هایی که تمام شده‌اند یا نه، در غالب اخبار یا رسانه‌ها هستند. در بسیاری از موارد انتقاد به مقدار موفقیت معمار در رسیدن به اهداف خودش و اهداف دیگران است. این ارزیابی ممکن است در نظر گرفتن این موضوع از دیدگاه وسیع تری که ممکن است شامل برنامه‌ریزی، مسائل اجتماعی یا مسائل زیبایی‌شناسی باشد. همچنین ممکن است دیدگاهی جدلی داشته باشد که منعکس کنندهٔ ارزش‌های خود منتقد باشد. در دسترس‌ترین نوع نقد معماری، شاخه ای روزنامه‌نگاری سبک زندگی است که به پروژه‌های مسکونی سطح بالا می‌پردازد.

## پوشش رسانه ای
عمده‌ترین روزنامه‌ها ملی در کشورهای توسعه یافته به گونه ای هنر را پو شش می‌دهند. نقد معماری ممکن است در قسمت هنر، در قسمت املاک یا قسمت خانه و وسایل قرار بگیرد. در ایالات متحده آمریکا، نقدها در مجلات تخصصی از نشریات عامه (مانند Architectural Digest و Wallpaper). تا مجلات تخصصی برای طراحان (مانند Archtectural Review و Detail) منتشر شوند. مانند دیگر انواع انتقاد، زبان حرفه‌ای استفاده می‌شود تا نظرات و دیدگاه‌ها دقیقاً منعکس شوند.
لوئیس مامفورد به‌طور گسترده در دهه ۱۹۳۰، ۱۹۴۰ و ۱۹۵۰ در نیویورکر راجع به معماری می‌نوشت. ادا لوئیس هاکستبل اولین منتقد تمام وقت معماری برای روزنامه ای آمریکایی بود که نیویورک تایمز سال ۱۹۶۳ این شغل را به او داد. جان بتجمان، از مؤسسان، جامعهٔ ویکتوریا، در دهه ۱۹۵۰ تا ۱۹۷۰ دربارهٔ ابنیهٔ تاریخی به جای بناهای جدید مطلب می‌نوشت و منتشر می‌کرد که زمینه‌ساز نقد معماری در رادیو و تلویزیون شد. چارلز، شاهزاده ولز در نقد معماری بسیار صریح است، به عنوان مثال پیشنهاد بخش الحاقی به نگارخانه ملی لندن را «هیولای کفگیرکی بر روی صورت دوست بسیار دوست داشتنی» توصیف کرد.

## معیارها
وظیفهٔ منتقد این است که چگونگی موفقیت معمار و سایران درگیر پروژه دربارهٔ معیارهای خواسته شده از طرح و معیارهای که خود معمار فکر می‌کند مهم است، بسنجد معیارهایی مانند:
- زیبایی‌شناسی
- تناسبات
- کارکردگرایی
- سبک معماری
- انتخاب و استفاده از مصالح ساختمانی
- محیط ساخت یا زمینه
- پایایی